# Сезон ФК «Карпати» (Львів) 1997—1998
| «Карпати» (Львів) у сезоні 1997—1998 | «Карпати» (Львів) у сезоні 1997—1998 |
| ------------------------------------ | ------------------------------------ |
| Ліга                                 | Вища ліга                            |
| Місце в лізі                         |                                      |
| Раунд у Кубку                        | 1/8 фіналу                           |
| Головний тренер                      | Мирон Маркевич                       |
| Тренери                              |                                      |
| Президент                            | Остап Семків                         |
| Стадіон                              | «Україна» (Львів)                    |
| Капітан                              |                                      |
| Найбільше матчів у лізі              | Юрій Беньо — 30                      |
| Найкращий бомбардир у лізі           | Олександр Паляниця — 11              |

Сезон «Карпат» (Львів) 1997—1998 — тридцятий сезон «Карпат» (Львів). У вищій лізі чемпіонату України команда посіла 3-є місце серед 16 команд. У Кубку України дійшла до 1/8 фіналу.

## Чемпіонат
| Місце | Клуб                             | «Карпати» — клуб | «Карпати» — клуб | І  | В  | Н | П  | М     | О  |
| Місце | Клуб                             | удома            | у гостях         | І  | В  | Н | П  | М     | О  |
| ----- | -------------------------------- | ---------------- | ---------------- | -- | -- | - | -- | ----- | -- |
|       | «Динамо» (Київ)                  | 2:1              | 1:0              | 30 | 23 | 3 | 4  | 70-15 | 72 |
|       | «Шахтар» (Донецьк)               | 1:1              | 1:2              | 30 | 20 | 7 | 3  | 61-25 | 67 |
|       | «Карпати» (Львів)                |                  |                  | 30 | 16 | 9 | 5  | 36-20 | 57 |
| 4     | «Дніпро» (Дніпропетровськ)       | 0:0              | 0:4              | 30 | 17 | 4 | 9  | 47-27 | 55 |
| 5     | «Ворскла» (Полтава)              | 2:1              | 0:0              | 30 | 15 | 4 | 11 | 41-46 | 49 |
| 6     | «Металург» (Донецьк)             | 1:0              | 1:0              | 30 | 11 | 7 | 12 | 28-27 | 40 |
| 7     | «Нива» (Тернопіль)               | 4:1              | 1:0              | 30 | 12 | 4 | 14 | 37-39 | 40 |
| 8     | «Кривбас» (Кривий Ріг)           | 2:1              | 2:2              | 30 | 10 | 9 | 11 | 34-33 | 39 |
| 9     | «Металург» (Запоріжжя)           | 1:1              | 0:0              | 30 | 10 | 7 | 13 | 40-44 | 37 |
| 10    | «Прикарпаття» (Івано-Франківськ) | 1:0              | 0:0              | 30 | 8  | 9 | 13 | 33-41 | 33 |
| 11    | «Зірка» (Кіровоград)             | 0:0              | 0:1              | 30 | 9  | 6 | 15 | 27-48 | 33 |
| 12    | «Металург» (Маріуполь)           | 4:1              | 0:0              | 30 | 8  | 9 | 13 | 27-48 | 33 |
| 13    | ЦСКА (Київ)                      | 1:0              | 2:0              | 30 | 9  | 6 | 15 | 30-35 | 33 |
| 14    | «Таврія» (Сімферополь)           | 2:0              | 0:2              | 30 | 8  | 9 | 13 | 35-41 | 33 |
| 15    | «Чорноморець» (Одеса)            | 2:0              | 0:1              | 30 | 8  | 8 | 14 | 31-39 | 32 |
| 16    | «Торпедо» (Запоріжжя)            | 3:1              | 2:0              | 30 | 2  | 7 | 21 | 20-69 | 13 |

### Статистика гравців
У чемпіонаті за клуб виступали 30 гравців:
| Футболіст                        | Дата народження   | Ігри     | Голи     |          |          |
| Воротарі                         | Воротарі          | Воротарі | Воротарі | Воротарі | Воротарі |
| -------------------------------- | ----------------- | -------- | -------- | -------- | -------- |
| Расулов Ельхан Афсар-огли        | 25 березня 1960   | 3        | 3п       |          |          |
| Стронціцький Богдан Едуардович   | 13 січня 1968     | 28       | 17п      |          |          |
| Захисники                        |                   |          |          |          |          |
| Беньо Юрій Володимирович         | 25 квітня 1974    | 30       | 2        |          |          |
| Євтушок Олександр Васильович     | 11 жовтня 1970    | 14       | 2        |          |          |
| Єзерський Володимир Іванович     | 15 листопада 1976 | 18       | 0        |          |          |
| Танасюк Сергій Анатолійович      | 12 листопада 1968 | 12       | 0        |          |          |
| Чижевський Олександр Арсенійович | 27 травня 1971    | 25       | 1        |          |          |
| Півзахисники                     |                   |          |          |          |          |
| Вовчук Любомир Євгенович         | 26 серпня 1969    | 27       | 0        |          |          |
| Гнатів Роман Михайлович          | 1 листопада 1973  | 6        | 0        |          |          |
| Дуднік Юрій Володимирович        | 26 вересня 1968   | 2        | 0        |          |          |
| Євглевський Сергій Юрійович      | 3 червня 1969     | 13       | 0        |          |          |
| Зуб Роман Іванович               | 16 лютого 1967    | 13       | 2        |          |          |
| Ковалець Сергій Іванович         | 5 вересня 1968    | 15       | 2        |          |          |
| Мізін Сергій Григорович          | 25 вересня 1972   | 6        | 0        |          |          |
| Микитін Володимир Богданович     | 28 квітня 1970    | 28       | 1        |          |          |
| Назаров Євгеній Миколайович      | 23 січня 1972     | 26       | 3        |          |          |
| Петрик Анатолій Степанович       | 7 грудня 1963     | 5        | 0        |          |          |
| Плотко Ігор Володимирович        | 9 червня 1966     | 26       | 3        |          |          |
| Полунін Андрій Вікторович        | 5 березня 1971    | 13       | 1        |          |          |
| Сапуга Андрій Михайлович         | 4 жовтня 1976     | 7        | 1        |          |          |
| Шаран Володимир Богданович       | 18 вересня 1971   | 10       | 1        |          |          |
| Нападники                        |                   |          |          |          |          |
| Гецко Іван Михайлович            | 6 квітня 1968     | 11       | 3        |          |          |
| Єфіменко Вячеслав Миколайович    | 3 серпня 1974     | 9        | 0        |          |          |
| Колесник Вадим Леонідович        | 12 березня 1967   | 2        | 0        |          |          |
| Маковей Ігор Юрійович            | 4 вересня 1976    | 12       | 2        |          |          |
| Паляниця Олександр Віталійович   | 29 лютого 1972    | 14       | 11       |          |          |
| Покладок Андрій Ярославович      | 21 червня 1971    | 3        | 0        |          |          |
| Соума Альхалі ( Гвінея)          | 6 березня 1975    | 17       | 1        |          |          |
| Толочко Роман Любомирович        | 11 грудня 1968    | 21       | 0        |          |          |
| Ядлось Ігор Іванович             | 12 квітня 1970    | 1        | 0        |          |          |

## Кубок України
| Етап | Дата             | Господар               | Рахунок          | Гість                  |
| ---- | ---------------- | ---------------------- | ---------------- | ---------------------- |
| 1/16 | 26 жовтня 1997   | «Кристал» (Херсон)     | 1:4              | «Карпати» (Львів)      |
| 1/16 | 1 листопада 1997 | «Карпати» (Львів)      | 4:1              | «Кристал» (Херсон)     |
| 1/8  | 9 березня 1998   | «Кривбас» (Кривий Ріг) | 2:0              | «Карпати» (Львів)      |
| 1/8  | 13 березня 1998  | «Карпати» (Львів)      | 2:0 дч, пен. 3:4 | «Кривбас» (Кривий Ріг) |